# ヴァーチャル・エアライン
ヴァーチャル・エアライン（英語: Virtual Airline）とは、他社に運航や経営の一部を可能な範囲でアウトソーシングするが、経営の要部を支配する航空会社の形態である。この種の企業は路線網の運用に注力し、それ以外の中核から外れる活動をアウトソーシングする。航空業界でアウトソーシング契約は一般的であることから、多くの航空会社はヴァーチャル・エアラインとしての性格を有しており、厳密な定義を行った場合に該当するか否かには議論の余地がある
事業免許を有さない旅行業者や航空券販売業者が市場で航空会社として活動し、事業免許を有する航空会社が運航を引き受ける場合にも用いられ、しばしば、事業免許を有さない業者の塗装で運用される。

## 一覧

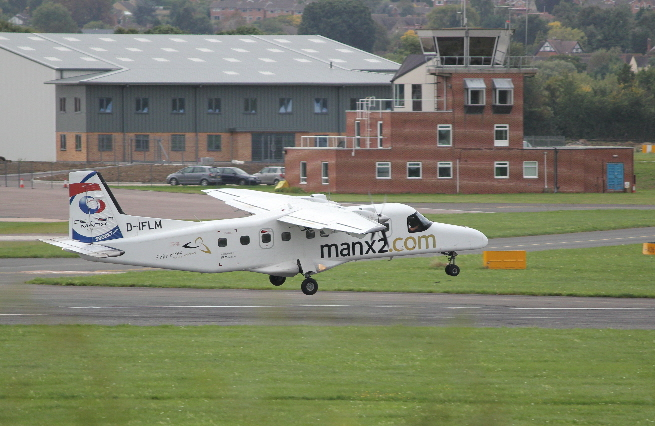
ヴァーチャル・エアラインであるマンクス2の塗装で運行されているFLMアビエーションのドルニエ 228。

### ヨーロッパ
- エア・クロアチア
- エア・ノルウェー
- カラー・エア
- エヴォラヴィア
- フライ・アーネスト
- フライノンストップ
- クルーン・エア
- レベル
- ノルウェージャン・エアシャトル傘下の各社
- ソーデル・アビエーション
- スパンジェット
- トラウェル・フライ
- TUI航空傘下の各社
- ヴィルダンデン

### 北アメリカ

#### 大型機
- アマゾン・エア
- ダイレクト・エア
- フーターズ・エア
- ミッドウエスト・エア （ミッドウエスト航空破綻後）
- ピープル・エキスプレス（2代目）
- スカイヴァリュー
- タホ・エア
- ウエスタン航空 (2007年設立の企業)

#### 小型機
- エア・カナダ・エクスプレス
- アメリカン・イーグル[5]
- ブランソン・エア・エクスプレス
- バズ航空
- チョークス・オーシャン・エアウェイズ（チョークス・オーシャン・エアウェイズ101便墜落事故以降）
- デルタ・コネクション
- デルタ・シャトル
- go!
  - go! エクスプレス
- ジェットスイートX
- ニューリーフ
- レイヴン・アラスカ
- レイヴン・コネクト
- サザン・スカイウェイズ
- ユナイテッド・エクスプレス